# Umba Kanokene
Umba Kanokene – kongijski piłkarz grający na pozycji napastnika.

## Kariera klubowa
W swojej karierze piłkarskiej Kanokene grał w klubie SCOM Mikishi.

## Kariera reprezentacyjna
W 1998 roku Kanokene został powołany do reprezentacji Demokratycznej Republiki Konga na Puchar Narodów Afryki 1998. Rozegrał na nim dwa mecze: ćwierćfinałowy z Kamerunem (1:0) i półfinałowy z Republiką Południowej Afryki (1:2). Z Demokratyczną Republiką Konga zajął 3. miejsce w tym turnieju.